# Armando Coelho
Armando Coelho Ferreira da Silva (1943) é um arqueólogo e professor universitário português.

Armando Coelho é professor catedrático da Faculdade de Letras da Universidade do Porto, instituição onde se licenciou em História (1974), se doutorou no ramo de Letras, especialidade de Pré-História e Arqueologia (1987), e obteve o título de agregado em História (1994).
Especializado em Proto-História, as suas obras são uma referência para o estudo da Idade do Ferro peninsular.

## Algumas obras
- «A Antropologia dos Tshokwe e Povos Aparentados» in  Colóquio em homenagem a Marie-Louise Bastin; org. Armando Coelho Ferreira da Silva, António Custódio Gonçalves. Porto: Faculdade de Letras da Universidade do Porto, 2003
- «A Cultura Castreja no Norte de Portugal», in Revista de Guimarães, Volume Especial, I, Guimarães, 1999, pp.111-132
- A Cultura Castreja no Noroeste de Portugal. Paços de Ferreira: Museu Arqueológico da Citânia de Sanfins, 1986[4]
- A Cultura Castreja no Noroeste de Portugal: Habitat e Cronologias. Porto: Faculdade de Letras da Universidade do Porto, 1983-1984. Separata da revista Portugália, nova série, vol. IV/V (Actas do Colóquio Inter-Universitário de Arqueologia do Noroeste)
- A Evolução do Habitat Castrejo e o Processo de Proto-Urbanização no Noroeste de Portugal Durante o I Milénio ac. Porto: Faculdade de Letras da Universidade do Porto, 1995. Separata de: Revista da Faculdade de Letras, 2.ª Série, vol. XII, 1995
- A Idade do Ferro em Portugal. Lisboa, Presença, 1990. Separata de: Nova História de Portugal
- A Necrópole do Bronze Inicial da Chã de Arefe (Durães, Barcelos): Primeira Notícia. Armando Coelho F. da Silva, António Baptista Lopes, Tarcísio Pinheiro Maciel. Viana do Castelo: [s.n], 1983
- Campanha de Trabalhos Arqueológicos na Cividade de Terroso (Póvoa de Varzim): Relatório Preliminar. Póvoa de Varzim: [s.n], 1981
- Catálogo da exposição do Núcleo e Arqueologia do Museu de Etnografia e História da Póvoa de Varzim. Coordenação de Armando Coelho F. Silva e Rui M. S. Centeno. Póvoa de Varzim  Câmara Municipal de Varzim
- Citânia de Sanfins: uma Capital Castreja. Paços de Ferreira: Câmara Municipa de Paços de Ferreira, 1998;
- «Influências Orientalizantes na Formação da Cultura Castreja do Noroeste Peninsular», in Estudos Orientais, vol. 1, Presenças Orientalizantes em Portugal: Da Pré-História ao Período Romano. Lisboa: Instituto Oriental, 1990, p. 135-155
- «Novos Dados Sobre a Organizaçao Social Castreja», in Actas del III Coloquio sobre lenguas y culturas paleohispanicas, Salamanca: Ediciones Universidad, 1985,  p. 202-224